# 落羽松叶下珠
落羽松叶下珠（学名：Phyllanthus taxodiifolius）为大戟科叶下珠属下的一个种。

## 扩展阅读
- 維基物種上的相關：落羽松叶下珠